# Тиняков, Александр Иванович
Алекса́ндр Ива́нович Тиняко́в (13 [25] ноября 1886, село Богородицкое, Орловская губерния — 17 августа 1934, Ленинград) — русский поэт Серебряного века.

## Биография
Александр Тиняков родился в 1886 году в селе Богородицком Мценского уезда Орловской губернии в зажиточной крестьянской семье. В 1897 году поступил в гимназию в Орле (учителем словесности там был Ф. Д. Крюков), которую бросил, не окончив, в 1903 году. Тогда же уехал в Москву. Занимался самообразованием. Познакомился с Леонидом Андреевым и А. Серафимовичем (по рекомендации Крюкова). В издательстве «Скорпион» встретился с Брюсовым, который отверг его стихи, но произвёл на Тинякова огромное впечатление.
К 1903 относятся и первые публикации Тинякова в газете «Орловский вестник»; в 1904 году несколько его поэтических набросков были изданы в альманахе издательства «Гриф». Изредка публиковался в «Весах», «Перевале», «Золотом руне» (большинство его стихов не принимались). Свёл знакомство с Борисом Садовским, Владиславом Ходасевичем, Ниной Петровской, Любовью Столицей, Сергеем Клычковым.
В 1914 году Тиняков перебрался в Петербург, посещал салон супругов Дмитрия Мережковского и Зинаиды Гиппиус, где цитировал целые страницы Талмуда, Канта. Познакомился с Ахматовой, Гумилёвым, Игорем Северянином, А. Кондратьевым, Георгием Ивановым. Постоянный посетитель литературного кафе «Бродячая собака». Псевдоним Одинокий он взял из одноимённого романа А. Стриндберга, которому Тиняков пытался подражать.

## Творчество
Позже он писал в автобиографии: «Природа, политика, любовь, алкоголь, разврат, мистика — всё это глубоко захватывало меня и неизгладимые следы оставляло в уме и душе».
Первая книга «Navis nigra» вышла в 1912, когда интерес к символизму несколько уже угас. Но книжку похвалили в печати В. Брюсов, К. Бальмонт, И. Бунин.
В поэзии начал с подражания Брюсову, примкнул к символистам. Он рано стал «проклятым» поэтом русской литературы. В белой горячке попадал в психиатрические больницы, изображал в стихах самые гнусные натуралистические сцены.
В 1916 со скандалом покинул литературные круги Петрограда после того, как выяснилось, что Тиняков одновременно сотрудничал в либеральных газетах и в черносотенном издании «Земщина». В «Земщине» он опубликовал статью «Русские таланты и жидовские восторги», почти целиком посвященную Есенину: «…его облепили „литераторы с прожидью“, нарядили в длинную якобы „русскую“ рубаху, обули в „сафьяновые сапожки“ и начали таскать с эстрады на эстраду».

## Дальнейшая жизнь
В 1917—1920 годах жил в Орле, печатался в местных газетах (сообщения В. Ходасевича и Г. Иванова о работе Тинякова в ЧК, вероятно, недостоверны). В конце 1920 возвращается в Петроград, в 1922 и 1924 издаёт два стихотворных сборника. После чтения книги Тинякова «Ego sum qui sum» Даниил Хармс записал в дневнике: «Стихи надо писать так, что если бросить стихотворением в окно, то стекло разобьётся».
В 1926 году стал профессиональным нищим. Его деградация описана разными прозаиками. Незабываемы страницы Зощенко, посвящённые грязному, пьяному, оборванному, седому «Т», на груди которого висела картонка с надписью «Подайте бывшему поэту». У него было «собственное» место на углу Невского и Литейного проспектов. Зощенко называл Тинякова «Смердяков русской поэзии». В то время он писал такие стихи:

Чичерин растерян и Сталин печален,

Осталась от партии кучка развалин.

Стеклова убрали, Зиновьев похерен,

И Троцкий, мерзавец, молчит, лицемерен.

И Крупская смотрит, нахохлившись, чортом,

И заняты все комсомолки абортом.

И Ленин недвижно лежит в мавзолее,

И чувствует Рыков веревку на шее.

В августе 1930 года арестован за нищенство и «публичное чтение контрреволюционных стихов». На допросе в ОГПУ заявил, что «белогвардейцев ненавидит не менее,
чем большевиков» и «мечтает о патриархальном режиме далекого
прошлого, о временах Ивана Третьего и Дмитрия Донского». Приговорён к трём годам лагерей, срок отбывал на Соловках, после чего вернулся в Ленинград. Умер 17 августа 1934 года в Ленинграде в больнице Памяти жертв революции.
Впоследствии интерес к Тинякову оживился в связи с публикацией его предельно откровенных дневников.

## Книги
Поэтические сборники:
- «Navis nigra» (Чёрный корабль) (М., «Гриф», 1912).
- «Треугольник. Вторая книга стихов 1912—1921 гг.» (Пг., 1922).
- «Ego sum qui sum» (Аз есмь сущий): Третья книга стихов, 1921—1922 гг. (Л., 1924, на обл. — 1925).
- «Стихотворения». — Томск, Водолей, 1998. С. 351. ISBN 5-7137-0094-1.

Книги статей:
- «Пролетарская революция и буржуазная культура» (Казань, 1920).
- «Русская литература и революция» (Орел, 1923).